# Певедзі
Певедзі (південномінська: [pe˩ˀ o̯e̞˩ d͡ʑi˧] ⓘ, Pe̍h-ōe-jī, POJ), також іноді відомий як церковна романізація, — це орфографія, яка використовується для написання варіантів південноміньської мови, зокрема тайванської хоккієн і амой хоккієн.

## Опис
Розроблений західними місіонерами, які працювали серед китайської діаспори в Південно-Східній Азії в 19 столітті та вдосконалений місіонерами, які працювали в Сямень і Тайнань, він використовує модифікований латинський алфавіт і деякі діакритичні знаки для представлення розмовної мови. Після початкового успіху у Фуцзяні POJ набув найбільшого поширення на Тайвані, і в середині 20 століття налічувалося понад 100 000 людей, які володіли POJ. У сценарії було створено велику кількість друкованих матеріалів, релігійних і світських, включаючи першу газету Тайваню, Taiwan Church News.
Під час правління Японії на Тайвані (1895–1945) використання pe̍h-ōe-jī було придушено, а тайванська кана заохочувалась; воно зіткнулося з подальшим придушенням під час періоду воєнного стану Гоміньдану (1947–1987). У Фуцзяні використання скоротилося після створення Китайської Народної Республіки (1949), і на початку 21-го століття система там не була широко поширеною. Однак серед тих, хто продовжує використовувати pe̍h-ōe-jī, тайванські християни, особи, які вивчають південномінську, і деякі ентузіасти на Тайвані. Повна комп’ютерна підтримка була досягнута у 2004 році з випуском Unicode 4.1.0, і POJ тепер реалізовано в багатьох шрифтах, методах введення та використовується в обширних онлайн-словниках.
У 2006 році була випущена тайванська система романізації (Tâi-lô), спонсорована урядом наступниця на основі pe̍h-ōe-jī. Попри це, освіта рідною мовою та системи письма для тайванської хоккієн залишаються темою, що гостро обговорюється на Тайвані.
Назва pe̍h-ōe-jī (кит. трад.: 白話字; піньїнь: Báihuà zì) означає «народне письмо», письмові символи, що представляють повсякденну розмовну мову. Назва народне письмо може бути застосоване до багатьох видів письма, романізованого та на основі символів, але термін pe̍h-ōe-jī зазвичай обмежується системою романізації південномінської, розробленою пресвітеріанськими місіонерами в 19 столітті.